# Josef Glaser
Josef Glaser (St. Blasien, 11 mei 1887 –  Freiburg im Breisgau, 12 augustus 1969) was een Duits voetballer.

## Biografie

### Clubcarrière
Glaser speelde zijn hele carrière voor Freiburger FC. In 1906/07 werd hij met zijn team regionaal kampioen voor KFV en de Stuttgarter Cickers. In de Zuid-Duitse eindronde versloeg de club 1. Hanauer FC 1893 en 1. FC Nürnberg en werd zo kampioen waardoor ze zich plaatsten voor de eindronde om de Duitse landstitel. Na een overwinning op titelverdediger VfB Leipzig plaatste de club zich voor de finale tegen BTuFC Viktoria 1889. In de 30ste minuut zette Glaser een strafschop om die de Freiburgers de voorsprong bezorgden, het werd uiteindelijk 3-1 en Freiburg behaalde zijn eerste en enige landstitel. Het volgende seizoen mocht de club de titel nog verdedigen in de eindronde, waar ze door de Stuttgarter Cickers uitgeschakeld werden. Hij speelde tot 1921 voor de club en beëindigde zijn carrière op 34-jarige leeftijd.

### Nationaal elftal
Hij debuteerde op 16 maart 1909 in Oxford voor de vierde wedstrijd die het nationaal elftal ooit speelde. Tegen de Engelse amateurs kregen ze een serieus pak slaag en dropen de Duitsers met 9-0 terug af. Begin april van dat jaar speelde Duitsland twee interlands op dezelfde dag. Een selectie met spelers uit Zuid-Duitsland, waaronder Glaser speelde in Karlsruhe tegen Zwitserland en kon met 1-0 winnen. Zijn derde interland speelde hij op 16 mei 1910 in Duisburg waar ze met 0-3 verloren van België.
Zijn volgende interland kwam er pas twee jaar later op 5 mei 1912 toen de Duitsers met 1-2 van Zwitserland wonnen. Die zomerreisde hij met de Mannschaft naar Zweden om deel te nemen aan de Olympische Spelen. De Duitsers verloren meteen van Oostenrijk, maar in die tijd was er nog een troosttoernooi voor de verliezers en Glaser werd ingezet in de eerste wedstrijd tegen Rusland, die ze met maar liefst 16-0 wonnen, de hoogste zege ooit voor het land.